# Isla Santa Rosa (Loreto)
La isla Santa Rosa  es el nombre que se dio a una isla fluvial ubicada en el estrecho de Nazareth, el área oriental del río Amazonas al sur del Trapecio amazónico, en la frontera entre Colombia y Perú. Surgió alrededor de 1970 debido a un proceso natural de fragmentación de la parte sur de la isla peruana de Chinería. Sin embargo, el canal o brazo del río Amazonas, que generaba esta aparente separación, se fue secando y actualmente ya no existe. La posición oficial de la cancillería peruana es que no existe una isla Santa Rosa, sino que este territorio es parte de la isla de Chinería.
Está localizada a pocos metros de la frontera tripartita entre Brasil, Colombia y Perú, en el trifinio conocido como Tres Fronteras. Limita por el norte con la isla de Chinería, y por el este con las ciudades de Leticia (Colombia) y Tabatinga (Brasil). En esta isla se encuentra el centro poblado de Santa Rosa del Yavarí.
Administrativamente pertenece al distrito de Santa Rosa de Loreto, provincia de Mariscal Ramón Castilla en el departamento de Loreto.

## Conflicto limítrofe entre Colombia y Perú
En 2024 funcionarios de la Cancillería colombiana desconocieron la soberanía peruana en la isla. Ante el reclamo emitido por el Gobierno del Perú, el Ministerio de Relaciones Exteriores de Colombia lamentó el incidente y afirmó que el asunto solo concierne «al más alto nivel de las cancillerías de ambos países», manteniendo una posición ambigua sobre la soberanía peruana de la isla. Durante una conferencia de prensa del 5 de agosto de 2025 el presidente colombiano Gustavo Petro desconoció unilateralmente la soberanía peruana sobre la isla.
Un ciudadano de la zona acusó a las autoridades peruanas de impedir que la isla comercie con los países vecinos, ya que depende de recursos externos. En ese momento, la isla no dependía del sol peruano, sino de la moneda brasileña para desarrollarse económicamente. La isla tampoco contaba con un puerto fluvial ni con un aeródromo para comunicarse rápidamente con Iquitos, la capital del departamento de Loreto, y otras ciudades peruanas.

## Historia
Fue colonizada por el peruano Aladino Cevallos en el año de 1970 y años después se fundó el pueblo homónimo. La isla nació en forma de un playón en el verano del año 1970 y los moradores de Ramón Castilla lo aprovecharon sembrando chiclayo. En los años posteriores el terreno fue creciendo en forma de barrizales donde sembraron arroz y otra parte se convirtió en un cañaveral, así se fue poblando poco a poco por familias que se dedicaban a la agricultura, pero no estaban organizados como comunidad, ya que durante la época de creciente algunos regresaban a sus comunidades de origen.
Según Iván Yovera, uno de los exalcaldes del centro poblado, «en los 50 años de creación política de Santa Rosa, el Gobierno peruano nos ha tenido totalmente abandonados». Aseguró que antes de 2025 el Gobierno no mostró interés en mejorar los servicios básicos ni en dotar a la zona de una buena infraestructura.

## Toponimia
Recibe su nombre en honor a la patrona de América y Filipinas, Santa Rosa de Lima. Los primeros pobladores buscaban un nombre para la isla, y en aquel tiempo se instaló un puesto de la PNP trayendo una imagen de la santa.[cita requerida]

## Clima
El clima en la isla es tropical húmedo.

## Cultura
La isla muestra una mezcla de las costumbres de los tres países, además de la del pueblo indígena ticuna. El español, el portuñol, el portugués y el ticuna son los idiomas predominantes en la isla.